# Віллі Делажо
Віллі Делажо (фр. Willy Delajod, 25 вересня 1992, Корньє) — французький футбольний арбітр, який судить матчі Ліги 1. Арбітр ФІФА та має другу категорію арбітра УЄФА.

## Суддівська кар'єра
Делажо почав суддівство у віці 13 років. 29 січня 2016 року він провів свій перший матч у Лізі 2 в сезоні 2015-16 років між «Валансьєном» і «Ред Стар». Таким чином, він став наймолодшим арбітром, який обслуговував матчі Ліги 2 у віці 23 років. У 2017 році Федерація футболу Франції та УЄФА відібрали його для участі в програмі Центру суддівської майстерності УЄФА (CORE), призначеній для підготовки молодих арбітрів до роботи на міжнародному рівні. Починаючи з сезону 2018–19 він розпочав арбітраж в Лізі 1. Свій перший матч у лізі він провів 11 серпня 2018 року між «Ліллем» і «Ренном», знову встановивши рекорд як наймолодший арбітр в історії ліги у віці 25 років.
У 2020 році Делажо був внесений до списку міжнародних арбітрів ФІФА. Свій перший матч клубних змагань УЄФА він провів 17 вересня 2020 року — кваліфікаційний поєдинок Ліги Європи УЄФА 2020—2021 між албанською «Теутою» та іспанською «Гранадою». Свою першу міжнародну гру на рівні збірних УЄФА він провів 13 жовтня 2020 року у кваліфікаційному матчі чемпіонату Європи 2021 року серед молодіжних команд між Англією та Туреччиною. У 2021 році Делажо також був доданий до списку ФІФА як арбітр відеоповторів. 8 червня 2021 року він провів свій перший міжнародний матч на вищому рівні — товариську зустріч між Іспанією та Литвою.
У 2021 році Делажо був призначений відеоасистентом арбітра на Суперкубок Франції 2020, який відбувся в січні між «Парі Сен-Жермен» та «Марселем», а також на фінал Кубка Франції 2021 року в травні між Монако і Парі Сен-Жермен. У січні 2022 року він був обраний офіційним представником VAR на Клубному чемпіонаті світу з футболу 2021 року в Об'єднаних Арабських Еміратах. Він також був обраний четвертим арбітром фіналу Кубка Франції 2022 між Ніццою та Нантом. 11 травня 2022 року УЄФА призначив Делажо асистентом судді VAR на фінал Ліги чемпіонів УЄФА 2022 між «Ліверпулем» (Англія) та «Реал» (Іспанія), який судив його співвітчизник Клеман Терпен.
Делажо також судив національні матчі за межами Франції. Зокрема, у Суперлізі Греції 2020—2021 між Арісом і ПАОК, а також у Прімейра-Ліга 2021—2022 між Пасуш де Феррейра та Брагою.

## Особисте життя
Делажо уродженець Корньє, Верхня Савойя і працює агентом з нерухомості.